# Pierre-André Martel
Pour les articles homonymes, voir Martel.
Pierre-André Martel, né le 1er septembre 1953 et mort le 17 juillet 2011, est un investisseur français, spécialisé dans la reprise des entreprises en difficultés via la société Caravelle.

## Biographie

### Formation
Il est diplômé de polytechnique Paris en 1972.

### Carrière
Il bâtit une réputation de repreneur d'entreprises en difficultés.
Il meurt avec sa fille en juillet 2011 dans un accident d'avion.